# Gregg Olson
Pour les articles homonymes, voir Olson.
Greggory William Olson (né le 11 octobre 1966 à Scribner, Nebraska, États-Unis) est un lanceur de relève droitier au baseball qui a joué dans les Ligues majeures de 1988 à 2001.
Il a été élu recrue de l'année dans la Ligue américaine de baseball à sa première saison complète en 1989, a été sélectionné pour le match des étoiles en 1990 et a complété sa carrière avec 217 sauvetages.

## Carrière
Gregg Olson est un choix de première ronde des Orioles de Baltimore en 1988. Il joue ses 10 premiers matchs dans les majeures la même année, débutant le 2 septembre avec Baltimore. Il est élu recrue de l'année dans la Ligue américaine en 1989 avec une saison de 27 sauvetages. Il maintient une moyenne de points mérités de 1,69 avec 5 victoires en 7 décisions.
Olson est le stoppeur attitré des Orioles au cours des saisons suivantes, enregistrant 37, 31, 36 et 29 sauvetages de 1990 à 1993. Pendant ces années, sa moyenne de points mérités descend jusqu'à 2,05 en 1992 et 1,60 en 1993.
Après plusieurs saisons difficiles, il refait surface chez les Diamondbacks de l'Arizona, pour qui il réussit 30 sauvetages en 1998.
Gregg Olson a lancé 672 manches en 622 parties dans les majeures. Il a remporté 40 victoires contre 39 défaites, avec 217 sauvetages, 588 retraits sur des prises et une moyenne de points mérités en carrière de 3,46. Il a fait partie de l'équipe d'étoiles de la Ligue américaine en 1990 mais n'a pas joué dans le match d'étoiles.